# Chiesa di San Giuseppe Cafasso
La chiesa di San Giuseppe Cafasso è una chiesa di Roma, nel quartiere Tuscolano, in via Camillo Manfroni.

## Storia
È stata costruita negli anni sessanta del XX secolo su progetto degli architetti Mario Paniconi e Giulio Pediconi, e inaugurata il 19 marzo 1968. Il 1º febbraio 1981 è stata visitata dal papa Giovanni Paolo II.
La chiesa è sede della parrocchia omonima, istituita il 16 luglio 1960 con il decreto del cardinale vicario Clemente Micara Utilitati bonoque ed affidata prima agli Oblati di San Giuseppe (d'Asti) e dal 2001 al clero della diocesi di Roma. Da settembre 2022 la Diocesi la passa alla Congregazione dei Missionari Scalabriniani.

## Descrizione
L'edificio è a pianta centrale e a forma quadrata. L'esterno, in mattoni di tufo, è scandito da fasce verticali in cemento armato; il tetto non ha cuspidi, e l'entrata è preceduta da uno stilizzato portico sormontato da una grande croce. La chiesa è affiancata da una struttura in cemento, formata da quattro pilastri, funzionante come campanile. Lungo tutto il muro perimetrale, appena al di sotto del tetto, corre una lunga vetrata policroma. Altre opere pittoriche sono poste nell'abside.
La pianta centrale conferisce all'edificio un'impronta modernista e riduzionista, in cui la somma delle parti dell'edificio trova armonica unità. Rispetto alla chiesa di San Felice da Cantalice a impianto basilicale, opera di Paniconi e Pediconi risalente a trent'anni prima, la pianta centrale segna una novità. Grazie alla presenza delle finestre del cleristerio, la grande mole del tetto sembra levitare sull'edificio ed è sostenuta da quattro grandi pilastri. Il progetto è frutto dell'influenza delle opere post-conciliari degli scozzesi Gillespie, Kidd e Coia e particolarmente della chiesa di San Patrizio a Kilsyth, che presenta la stessa tipologia di copertura. Rispetto a questa chiesa, tuttavia, gli architetti Paniconi e Pediconi hanno inserito l'uso della pietra locale: tufo e peperino.